# Akoldah Gak
Akoldah Gak (Sydney, 12 luglio 2002) è un cestista australiano.

## Carriera

### Nazionale
Nel 2021 ha disputato, con la nazionale Under-19 australiana, il Mondiale di categoria.